# Sikkimia tamra
Sikkimia tamra is een keversoort uit de familie bladkevers (Chrysomelidae). De wetenschappelijke naam van de soort werd in 1936 gepubliceerd door Maulik.